# دیگر تنها نمی‌مانی
دیگر تنها نمی‌مانی (انگلیسی: You Won't Ever Be Lonely) از آلبوم‌های آرسی‌ای رکوردز و از نوع موسیقی کانتری است. خواننده این آلبوم اندی گریگز است. این آلبوم در سال ۱۹۹۹ منتشر شد.